# Internationale Federatie van Spoorwegpersoneel

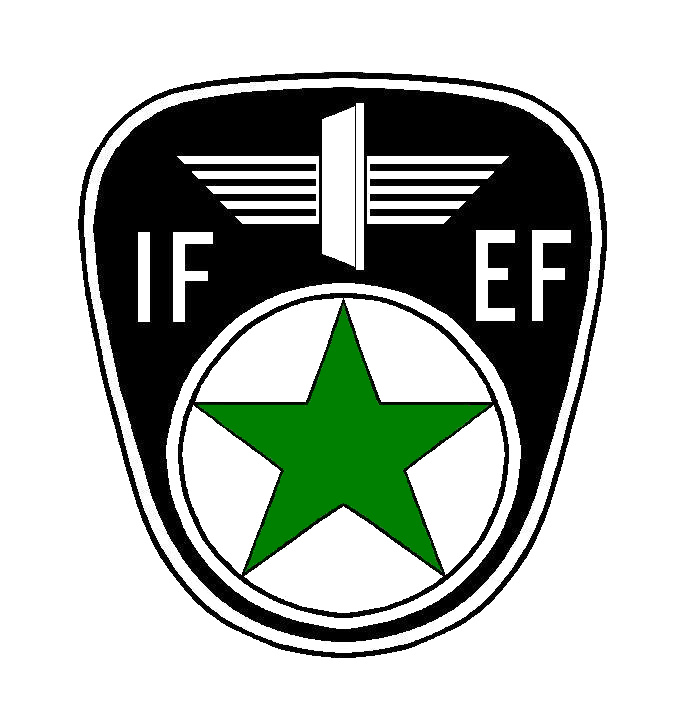
Het logo van IFEF

De Internationale Federatie van Spoorwegpersoneel (in het Esperanto Internacia Fervojista Esperanto-Federacio, afgekort IFEF) werd opgericht in 1948. IFEF is een van de verenigingen die zijn aangesloten bij de Wereld-Esperantovereniging UEA (sinds 1953) en is ook lid van de FISAIC (Fédération Internationale Internationale des Sociétés Artistiques et Intellectuelles de Cheminots). 
De federatie overkoepelt de nationale Esperantoverenigingen van spoorwegpersoneel. Haar doelen zijn de verspreiding van de internationale taal Esperanto en de toepassing ervan onder spoorwegpersoneel. Hun motto is: La reloj ligas la landojn, Esperanto la popolojn. (De sporen verbinden de landen, Esperanto de volkeren.)

## Geschiedenis
In maart 1909 deed de Franse chemicus Armand Berlande in het tijdschrift Esperanto (het orgaan van de Wereld Esperantovereniging) een oproep om een Esperantovereniging op te richten voor het spoorwegpersoneel. Op het vijfde Wereldcongres van het Esperanto in Barcelona, in september 1909, werd hier gevolg aan gegeven. De Internacia Asocio de Esperantistaj Fervojistoj, IAEF, werd opgericht en zou actief blijven tot de jaren 1930.
Na de Tweede Wereldoorlog, op 4 augustus 1948 in Amsterdam, werd de opvolger IFEF opgericht tijdens een congres van de Sennacieca Asocio Tutmonda. Het jaar daarop, in mei 1949, had het eerst IFEF-congres plaats in Aarhus (Denemarken).

## Tijdschrift
De IFEF publiceert een bulletin getiteld Internacia Fervojisto (NL: 'Internationale Spoorwegmedewerker') dat in het bijzonder gaat over de activiteiten van de IFEF-federatie (terminologisch werk, technische vergaderingen, congressen, enz.), nieuws uit de spoorwegwereld, nieuws uit het Esperanto-wereldje, enz.

## Terminologisch werk
De federatie staat in contact met de Internationale Spoorwegunie en neemt met name deel aan de RailLexic, een spoorweglexicon van ongeveer 16.000 technische termen in 23 talen 4.

## IFEF-congres
Het IFEF-congres vindt elk jaar in een ander land plaats. De laatste congressen vonden plaats in:
- 2021 in Frankfurt (Oder)  GER (oorspronkelijk voorzien voor mei-juni 2020, maar uitgesteld door COVID-19)
- 2019 in Malaga,  ESP
- 2018 in Wrocław,  POL
- 2017 in Colmar,  FRA
- 2016 in Varna,  BUL
- 2015 in Kunming,  CHN
- 2014 in San Benedetto,  ITA
- 2013 in Artigues-près-Bordeaux,  FRA
- 2012 in Herzberg am Harz,  GER
- 2011 in Liberec,  CZE
- 2010 in Sofia,  BUL
- 2009 in Trieste,  ITA
- 2008 in Poznań,  POL
- 2007 in Parijs,  FRA
- 2006 in Shanghai,  CHN
- 2005 in Brașov,  ROU
- 2004 in Sopron,  HUN
- 2003 in Dresden,  GER
- 2002 in Plovdiv,  BUL
- 2001 in Tábor,  CZE
- 2000 in Boedapest,  HUN
- 1999 in Le Mans,  FRA

## Lijst van nationale lidverenigingen van IFEF
- GER: Germana Esperanta Fervojista Asocio (GEFA)
- AUT: Aŭstria Fervojista Esperanto-Federacio (AFEF)
- BEL: Belga Esperanto Fervojista Asocio (BEFA)
- BUL: Bulgara Fervojista Sekcio de Bulgara Esperanto-Asocio
- CHN: Ĉina Fervojista Esperanto-Asocio (ĈFEA)
- CRO: Kroata Fervojista Esperanto-Asocio (KFEA)
- Denemarken: Dana Esperantista Fervojista Asocio (DEFA)
- ESP: Spaans Esperanto Fervojista Asocio (HEFA)
- ENG: Franca Fervojista Esperanto-Asocio (FFEA)
- HUN: Hungara Fervojista Esperanto-Asocio (HFEA)
- ITA: Itala Fervojista Esperanto-Asocio (IFEA)
- Japan: Japanse Esperantista Ligo Fervojista (JELF)
- ROU: Rumana Esperanto Fervojista Asocio (REFA)
- Servië: Serba Asocio de Fervojistoj
- SLO: Fakkomitato van Fervojistaj Esperantistoj in Slovenio
- CZE: Ĉeĥa Fervojista Esperanto-Asocio